# Guardianes de la Galaxia (serie de televisión)
Guardianes de la Galaxia (Guardians of the Galaxy en el original) es una serie animada de televisión, basada en el equipo de Marvel Comics del mismo nombre. Producida por Marvel Television y Marvel Animation, la serie se emite en Disney XD y su estreno fue el día 26 de septiembre de 2015, mientras que en Latinoamérica su estreno fue el día 19 de diciembre de 2015 en el Preestreno V.I.P. como parte del bloque Marvel Universe.
Mientras que sirve como una continuación espiritual de la primera película, el director de cine James Gunn ha declarado que no forma parte del Universo cinematográfico de Marvel ni está conectada al largometraje o a su secuela.

## Sinopsis

### Temporada 1
Los Guardianes de la Galaxia (que consiste en Star-Lord, Gamora, Drax el Destructor, Rocket Raccoon y Groot) han obtenido un artefacto que está ligado a la Spartax. En el interior es un mapa que conduce a la Semilla Cósmica, un arma poderosa capaz de crear un nuevo universo. Los Guardianes de la Galaxia debe encontrar y destruir la Semilla Cósmica antes de que pueda terminar en las manos de Thanos y sus secuaces Ronan el Acusador, Nebula, Korath el Perseguidor y su aliado J'son.(quién es el padre perdido por Star-Lord), los Devastadores dirigidos por Yondu, y cualquier otra persona que abusaría de su poder para amenazar a todo el universo.

### Temporada 2
Marvel Entertainment anunció en su feed de Twitter que los Vengadores se unirán a los Guardianes de la Galaxia para un episodio de esta temporada.
Después de la derrota de Thanos, los Guardianes de la Galaxia ponen sus manos en un extraño sarcófago que fue encontrado en la base de asteroides de Thanos que tiene habilidades extrañas y más tarde fue robado por Yondu. Los Guardianes de la Galaxia trabajan para encontrar el sarcófago mientras compiten contra Mantis y los Creyentes Universales. Este sarcófago más tarde se incuba en Adam Warlock, donde los Guardianes de la Galaxia fueron capaces de conseguir que siga su propio destino en el camino correcto.
Después de escapar de su prisión y robar los cascos Nova Centurion con la ayuda involuntaria de Sam Alexander, J'son hace planes para usarlos e incluso planea obtener el control de Adam Warlock, lo que lleva a eventos que convierten a Adam Warlock en el Magus al que ataca. los planetas asociados con cada uno de los miembros de los Guardianes de la Galaxia. Los Guardianes de la Galaxia lograron sacar a J'son de Magus y devolverlo a Adam Warlock. Después de que J'son se convierte en supernova con el casco Nova Centurian que le roba a Peter, Adam Warlock se lleva la peor parte y Groot lo encierra hasta que llega el día de su resurgimiento.

### Temporada 3: Misión Fuga
Una tercera temporada ha sido anunciada en la D23 Expo. En esta temporada, los Guardianes de la Galaxia se escapan cuando están enmarcados por el Coleccionista. 
Esta temporada incluirá a los personajes Spider-Man, Venom y Carnage en un cruce con la serie de televisión Spider-Man, con Stan Lee programado para tener un papel de voz para acompañar a su cameo.  

## Personajes

### Personajes principales
- Will Friedle - Peter Quill / Star-Lord
- Trevor Devall - Rocket
- Vanessa Marshall - Gamora
- Kevin Michael Richardson - Groot
- David Sobolov - Drax el Destructor

### Voces adicionales
- Jonathan Adams - Ronan el Acusador
- Pamela Adlon - Ma Raccoon, Sis Raccoon
- Jeff Bennett - Rhomann Dey
- J.B. Blanc - Titus
- Jesse Burch - Enano Negro
- John DiMaggio - Lunatik
- David Fennoy - Korath el Perseguidor
- Brian George - Pyko
- David Kaye - Corvus Glaive
- Tom Kenny - Coleccionista
- Isaac Singleton Jr. - Thanos
- Jason Spisak - Gran Maestro
- Tara Strong - Nova Prime / Irani Rael, Lucy
- Cree Summer - Nebula, Meredith Quill (primera hora)
- James Arnold Taylor - Yondu, Cosmo el perro espacial, Kraglin
- James Urbaniak - Ebony Maw
- Kari Wahlgren - Proxima Midnight
- Hynden Walch - Supergiant
- Logan Miller - Nova / Sam Alexander
- Fred Tatasciore - Hulk, Max Modell
- Robbie Daymond - Spider-Man / Peter Parker
- Talon Warburton - Campeón del Universo
- Seth Green - Howard el pato
- Marion Ross - Doctora Minerva
- Ming-Na Wen - Phyla-Vell
- Eric Bauza - Adam Warlock
- Jessica DiCicco - Tana Nile

## Episodios
| Temporada | Temporada | Episodios | Estados Unidos                                                          | Estados Unidos          | Latinoamérica                                                      | Latinoamérica         |
| Temporada | Temporada | Episodios | Comienzo                                                                | Final                   | Comienzo                                                           | Final                 |
| --------- | --------- | --------- | ----------------------------------------------------------------------- | ----------------------- | ------------------------------------------------------------------ | --------------------- |
|           | Cortos    | 5         | 1 de agosto de 2015                                                     | 29 de agosto de 2015    | 27 de abril de 2015                                                | 27 de abril de 2015   |
|           | 1         | 26        | 5 de septiembre de 2015 (Preestreno) 26 de septiembre de 2015 (estreno) | 17 de diciembre de 2016 | 19 de diciembre de 2015 (Preestreno) 30 de enero de 2016 (estreno) | 30 de octubre de 2016 |
|           | Cortos    | 5         | 27 de febrero de 2017                                                   | 4 de marzo de 2017      | 1 de julio de 2017                                                 | 3 de enero de 2018    |
|           | 2         | 25        | 11 de marzo de 2017                                                     | 3 de diciembre de 2017  | 1 de abril de 2017                                                 | 6 de enero de 2018    |
|           | 3         | 26        | 18 de marzo de 2018                                                     | 9 de junio de 2019      | 14 de abril de 2018                                                | 26 de octubre de 2019 |